# هندسة المنتجات الحيوية
يشير مصطلح هندسة المنتجات الحيوية أو هندسة العمليات الحيوية إلى هندسة المنتجات الحيوية من الموارد الحيوية المتجددة. ويتعلق هذا بتصميم عمليات وتقنيات الصناعة المستدامة للمنتجات الحيوية (المواد الكيميائية والطاقة) من الموارد البيولوجية المتجددة وتطويرها. وتستخدم هندسة المنتجات الحيوية العناصر الأساسية الجزيئية للموارد المتجددة لتصميم منتجات صناعية واستهلاكية صديقة للبيئة وتطويرها وتصنيعها. ويأتي تطوير الحلول المستدامة من الوقود الحيوي والطاقة المتجددة والبلاستيك الحيوي للمنتجات الورقية ومواد البناء «الخضراء» مثل المواد المركبة الحيوية وهندسة المنتجات الحيوية لتلبية متطلبات مواد النمو والطلب على الطاقة على مستوى العالم. وتعد المنتجات الحيوية التقليدية والمنتجات الحيوية الصاعدة صنفين من مجموعة واسعة تستخدم لتصنيف المنتجات الحيوية. وتشتمل أمثلة المنتجات الحيوية التقليدية على مواد البناء واللباب والورق ومنتجات الغابة. بينما تشتمل أمثلة المنتجات الحيوية الناشئة أو المنتجات الحيوية على الوقود الحيوي والطاقة الحيوية والإيثانول النشوي والإيثانول السليلوزي والمواد اللاصقة الحيوية والمواد الكيميائية الحيوية والبلاستيك القابل للتحلل الحيوي وغيرها. تؤدي هندسة المنتجات الحيوية دورًا رئيسًا في تصميم المنتجات «الخضراء» وتطويرها بما في ذلك الوقود الحيوي والطاقة الحيوية والبلاستيك القابل للتحلل الحيوي والمواد المركبة الحيوية ومواد البناء والورق والمواد الكيميائية. وتطور هندسة المنتجات الحيوية أيضًا كفاءة استهلاك الطاقة وعمليات التصنيع الصديقة للبيئة لهذه المنتجات إضافة إلى التطبيقات الفعالة للاستخدام النهائي. وتلعب هندسة المنتجات الحيوية دورًا مهمًا في الاقتصاد الحيوي المستدام للقرن الواحد والعشرين عن طريق استخدام الموارد المتجددة لتصميم وتطوير وصناعة المنتجات المستخدمة يوميًا. وتعد التوقعات المهنية لهندسة المنتجات الحيوية مشرقة جدًا إضافة إلى فرص عمل في مجموعة واسعة من الصناعات بما في ذلك اللباب والورق والطاقة البديلة والبلاستيك المتجدد وغيرها من الألياف ومنتجات الغابة ومواد البناء والصناعات القائمة على المواد الكيميائية.
عادة ما يشار إليها على أنها هندسة العمليات الحيوية: وهندسة العمليات الحيوية هي تخصص في التقانة الحيوية أو الهندسة الحيوية أو الهندسة الكيميائية أو الهندسة الزراعية. وتتعامل هندسة العمليات الحيوية مع تصميم المعدات والعمليات وتطويرها لتصنيع المنتجات مثل الأغذية والأعلاف والأدوية والمواد الغذائية والمواد الكيميائية والبوليمرات والورق من المواد الحيوية. وتعد هندسة العمليات الحيوية مجموعة متكتلة من العمليات الرياضية وعلوم الأحياء والتصاميم الصناعية، وتتكون من أطياف مختلفة مثل تصميم المخمرات، دراسة المخمرات (طريقة العمليات وغيرها). وتتناول أيضًا دراسة العمليات البيوتكنولوجية المختلفة المستخدمة في صناعات إنتاج نطاق كبير للمنتج البيولوجي لتعظيم الاستفادة من المنتج النهائي ونوعية المنتج النهائي. وقد تشتمل هندسة العمليات الحيوية على عمل الهندسة الميكانيكية والإلكترونية والصناعية لتطبيق مبادئ تخصصاتها على العمليات القائمة على استخدام الخلايا الحية أو مكون فرعي من مثل هذه الخلايا 

## الكليات والجامعات
- جامعة مينيسوتا (هندسة المنتجات الحيوية والنظم الحيوية)
- جامعة ولاية نيويورك-كلية العلوم التربوية (برنامج هندسة العمليات الحيوية)
- جامعة شيربروك
- جامعة كاليفورنيا في بيركلي
- كلية سافانا للتكنولوجيا
- جامعة كارولينا الشرقية
- معهد التكنولوجيا الكيميائية (ICT) مومباي
- جامعة جادافبور
- الجامعة الاتحادية ريو دي جانيرو
- جامعة ريو غراند دو سول الكاثوليكية[4]
- جامعة ستيلينبوش
- جامعة ولاية نورث كارولاينا
- جامعة فرجينيا للتكنولوجيا
- جامعة ولاية واشنطن
- جامعة واشنطن
- جامعة ماين

## كتابات أخرى
- Bowyer, J.L., Ramaswamy, S. Bioenergy development: Alignment is essential, Part 1, Bioenergy Technologies Tappi Publication, January 2009, p14-17
- Bowyer, J.L., Ramaswamy, S. Bioenergy development: Alignment is essential for Bioenergy Development, Part II, Exploring possible scenarios resulting from a supply gap, and possible effects of bioenergy development in environmental quality Tappi Publication, March 2009, p16-19

## وصلات خارجية
- Biomass Research and Development
- BioPreferred
- National Renewable Energy Laboratory - Fostering Bio-economy
- U.S. DOE Biomass Program
- ABCs of bioproducts
- USDA Bio-based Products
- Biomass Energy Research Association
- Energy Title (Title IX) of the Farm Security and Rural Investment Act of 2002
- BioPreferred Program : Official site of the BioPreferred program
- Renewable Fuels Association : Association dedicated to supporting the use of ethanol by promoting policies, regulations, and research.
- Minnesota Biomass Exchange
- Planet Power
- Technical Association of the Pulp and Paper Industry
- Forest Products Society